# Kunta Kinteh Island und zugehörige Stätten
Kunta Kinteh Island und zugehörige Stätten zählt seit 2003 zum UNESCO-Weltkulturerbe. Mit James Island and Related Sites, wie die Stätte vor der Umbenennung hies, wurden sieben Objekte zusammengefasst. Die Festung Fort James, die auf James Island lag, ist heute nur noch als Ruine vorhanden. Teile wurden von den Gezeiten weggeschwemmt, zu sehen sind Mauerreste auf dem Kern der Insel.

## Beschreibung

### Historischer Hintergrund der Unterschutzstellung
Gemäß der UNESCO geben die Artefakte in diesem Gebiet Zeugnis von den Hauptperioden und Facetten der Begegnung zwischen Afrika und Europa entlang des Flusses Gambia. Dabei erstreckt sich der Zeitraum beginnend vor der Kolonialzeit und vor der Sklaverei bis zur Unabhängigkeit. Der Ort ist besonders wichtig für die Beziehung der beiden Kontinente vom Beginn des Sklavenhandels bis zu dessen Abschaffung. Er dokumentiert auch den frühen Zugang zum Inneren Afrikas.

### Bestandteile der Welterbestätte
| Bild                                                                     | Bezeichnung                                  | Jahr | Typ | Ref.    | Beschreibung |
| ------------------------------------------------------------------------ | -------------------------------------------- | ---- | --- | ------- | --- |
| Kunta Kinteh Island mit Fort James (weitere Bilder)                      | James Island (Lage)                          | 2003 | K   | 761-001 | Auf Kunta Kinteh Island (bis 2011 James Island) befinden sich die Ruinen des Fort James. Die Insel gehört zum Distrikt Upper Niumi in der North Bank Region und hat eine Fläche von 0,35 ha.                      |
| Sechs-Kanonen-Batterie auf einer historischen Postkarte (weitere Bilder) | Sechs-Kanonen-Batterie (Lage)                | 2003 | K   | 761-002 | Die historischen Kanonen, die Sechs-Kanonen-Batterie, sind vor dem State House aufgestellt und befinden sich in Banjul in der Greater Banjul Area und umfassen eine Fläche von 0,17 ha.                           |
| Fort Bullen, hinter den Bäumen (weitere Bilder)                          | Fort Bullen (Lage)                           | 2003 | K   | 761-003 | Die Ruine des Fort Bullen steht bei Barra und befindet sich im Distrikt Upper Niumi in der North Bank Region und umfassen eine Fläche von 6,30 ha.                                                                |
| Ruinen von San Domingo (weitere Bilder)                                  | Ruinen von San Domingo (Lage)                | 2003 | K   | 761-004 | Bei dem Nachbarort von Albreda, bei Juffure, stehen die Ruinen der ersten portugiesischen Niederlassung und befindet sich im Distrikt Upper Niumi in der North Bank Region und umfassen eine Fläche von 0,723 ha. |
| Überreste der Portugiesischen Kapelle (weitere Bilder)                   | Überreste der Portugiesischen Kapelle (Lage) | 2003 | K   | 761-005 | Im Ort Albreda steht die Ruine der ersten portugiesischen Kirche in Gambia und befindet sich im Distrikt Upper Niumi in der North Bank Region und umfassen eine Fläche von 0,006 ha.                              |
| CFAO-Gebäude (weitere Bilder)                                            | CFAO-Gebäude (Lage)                          | 2003 | K   | 761-006 | Beim Ort Albreda steht die Ruine des französischen Handelskontors und befindet sich im Distrikt Upper Niumi in der North Bank Region und umfassen eine Fläche von 0,03 ha.                                        |
| Gebäude von Maurel Frères (weitere Bilder)                               | Gebäude von Maurel Frères (Lage)             | 2003 | K   | 761-007 | Das rekonstruierte Haus steht in Juffure, bei Albreda, und wird als Museum genutzt. Das Gebäude befindet sich im Distrikt Upper Niumi in der North Bank Region und umfassen eine Fläche von 0,02 ha.              |

### Geschichte
Bei den ungewöhnlich heftigen Regenfällen im August bis September 2008, die von Windböen begleitet wurden, wurde unter anderem Kunta Kinteh Island beschädigt. Auch die Stätten Kerr Batch Stone Circles Museum sowie das Gebäude der Compagnie Française d’Afrique Occidentale wurden in Mitleidenschaft gezogen. Die Prinz-Claus-Stiftung für Kultur und Entwicklung unterstützte die Reparatur und Wiederherstellung mit einer gesamten Summe für die drei Stätten von 44.300 Euro.